# Districtsbeker (voetbal)

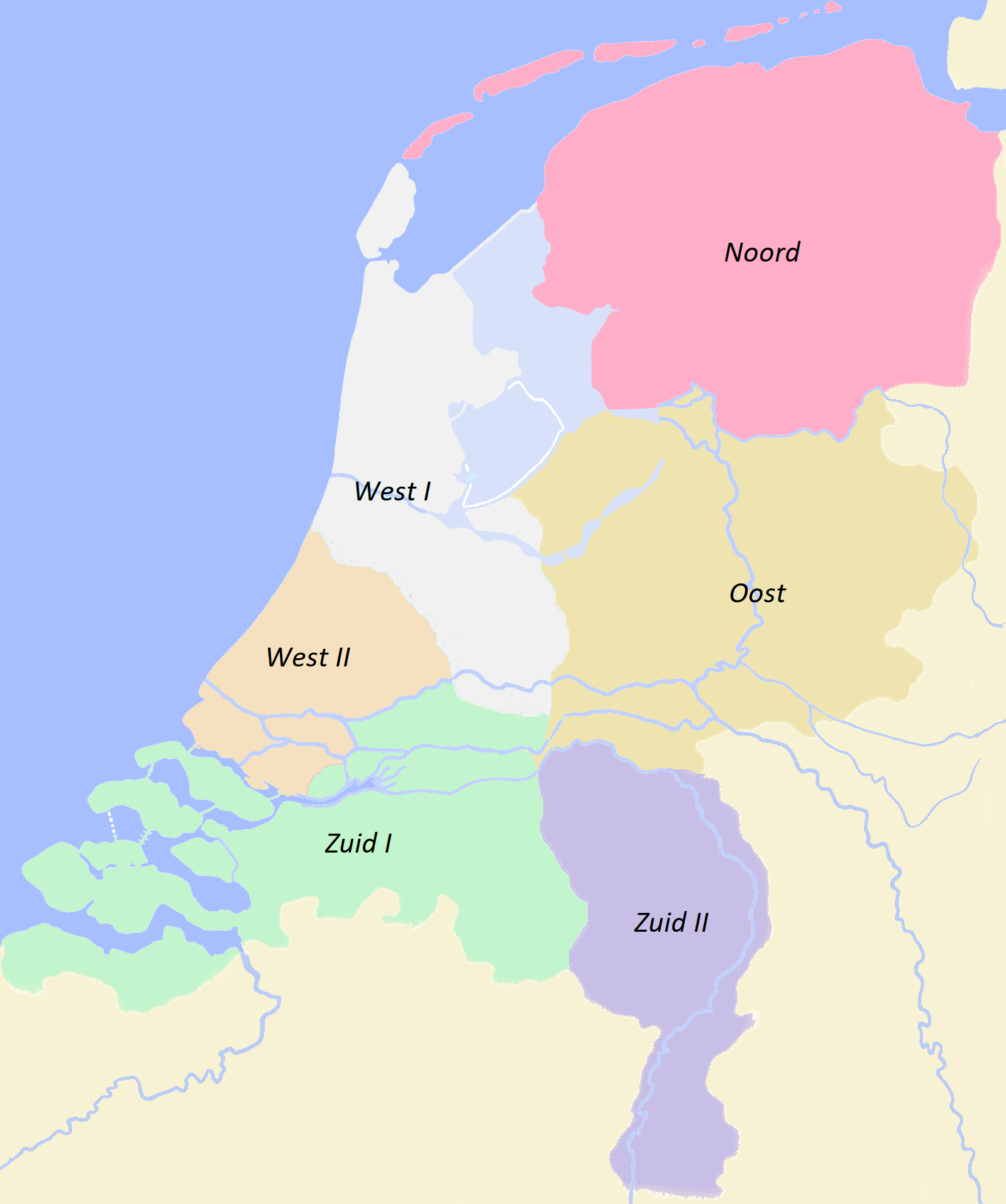
Geografische indeling KNVB-districten

De districtsbekers zijn de hoofdprijzen in de door de KNVB georganiseerde districtsbekercompetities voor clubs in het Nederlands amateurvoetbal. De halvefinalisten van de districtsbekers plaatsen zich voor de KNVB Beker van het volgende seizoen. De winnaars van de districtsbekers speelden tot en met het seizoen 2015/16 in de landelijke eindronde om de KNVB Beker voor amateurs.
Elk van de zes huidige districten van de KNVB heeft een districtsbeker. In de periode van 1996 tot 2001 telde de KNVB negen districten en werd er om even vele districtsbekers gestreden.
In 2001 veroverde SV Panningen (Zuid-II) als eerste club voor de zesde keer de districtsbeker sinds de invoering van de gezamenlijke beker voor zaterdag- en zondagclubs in 1981. Harkemase Boys (Noord) won in 2015 hun zesde beker, beide clubs zijn daarmee recordhouder. IJsselmeervogels (West I) en VV Gemert (Zuid I/II) volgen met vijf bekers en SC Genemuiden (Noord), HSV Hoek (Zuid I), FC Lisse (West II) en SV Meerssen (Zuid II) wonnen de beker vier keer. In de 267 (t/m 2025) gespeelde bekertoernooien slaagden zestien clubs erin om de beker te prolongeren.

## Historie
De eerste districtsbekers werden gespeeld aan het eind van seizoen 1959/60. Deelnemers waren toen alleen de zondagamateurs die onder de indeling van de KNVB vielen. Dat wil zeggen tot en met de Vierde klasse. De lagere klassen vielen onder de afdelingen (onderbonden). De zaterdagamateurs speelden hun eigen bekertoernooi.
De winnaars van de eerste districtsbekers in 1960 kwalificeerden zich voor de KNVB Beker voor profclubs in het seizoen 1960/61. In de seizoenen erna was die mogelijkheid er niet meer. Pas in het seizoen 1972/73 waren er weer startbewijzen voor de KNVB Beker voor profclubs te verdienen. Vanaf 1976 werd dit structureel, waardoor de districtsbekers ook wel als voorrondes van de KNVB Beker kunnen worden gezien.
In 1960/61 en 1968/69 werd er niet om de districtsbekers gespeeld vanwege competitievertraging door het slechte weer. In 1961/62, 1962/1963, 1971/72 en 1973/74 stond de strijd om de districtsbekers eenvoudigweg niet op het programma. In 1964/65, 1969/70 en 1974/75 kon het toernooi niet uitgespeeld worden en besloot men om in respectievelijk 1965/66, 1970/71 en 1975/76 de resterende wedstrijden te spelen. In de seizoenen 2019/20, 2020/21 en 2021/22 werden de bekercompetities afgebroken vanwege de toen heersende coronapandemie.
In 1980 werden de bekertoernooien van de zaterdag- en zondagamateurs samengevoegd en sindsdien spelen beiden om dezelfde districtsbekers. Vanaf 1981/82 speelden de reserveteams van profclubs ook mee. Dit nadat verscheidene pogingen om een eigen beker voor de reserveteams te laten verspelen op niets waren uitgelopen.
Per 1 juli 1996 werden de toenmalige 20 afdelingen opgeheven en werden in negen districten verdeeld. Het aantal deelnemende clubs werd hierdoor flink uitgebreid. Een jaar later (in 1997) werd de KNVB Beker beloften in het leven geroepen. Sindsdien doen de belofte-elftallen (reserveteams van profclubs) niet meer mee aan de districtsbeker. Het aantal districten werd met ingang van het seizoen 2001/02 terug gebracht tot de huidige zes.
De KNVB slaagde er ondertussen niet in om een goede planning voor het speelschema van de districtsbekers te maken. Steeds vaker moesten wedstrijden op de impopulaire doordeweekse avonden worden gespeeld. Daarom werd in 2003 besloten het aantal speeldagen te beperken door de laatste acht op één dag te laten spelen in poulevorm. De beide poulewinnaars speelden vervolgens de finale. De wedstrijden duurden slechts tweemaal 20 minuten en eventuele verlengingen 2x5 minuten. In 2006 werd bovenstaande wijziging weer tenietgedaan en teruggekeerd naar het normale bekersysteem.

## Winnaars districtsbekers

### Zondagafdeling 1960-1980
| Jaar | Noord                                             | Oost                                              | West I                                            | West II                                           | Zuid I                                            | Zuid II                                           |
| ---- | ------------------------------------------------- | ------------------------------------------------- | ------------------------------------------------- | ------------------------------------------------- | ------------------------------------------------- | ------------------------------------------------- |
| 1960 | CVV Germanicus                                    | DVC'26                                            | WFC Rapiditas                                     | LFC                                               | VV Gemert                                         | VVH '16                                           |
| 1961 | niet gespeeld                                     | niet gespeeld                                     | niet gespeeld                                     | niet gespeeld                                     | niet gespeeld                                     | niet gespeeld                                     |
| 1962 | niet gespeeld                                     | niet gespeeld                                     | niet gespeeld                                     | niet gespeeld                                     | niet gespeeld                                     | niet gespeeld                                     |
| 1963 | niet gepeeld                                      | niet gepeeld                                      | niet gepeeld                                      | niet gepeeld                                      | niet gepeeld                                      | niet gepeeld                                      |
| 1964 | VV Neptunia                                       | VV De Bataven                                     | QSC                                               | DONK                                              | TOP                                               | RKSV Minor                                        |
| 1965 | VV Drachten                                       | DIO '30                                           | De Spartaan                                       | ESDO                                              | Uno Animo                                         | RKVV Waubach                                      |
| 1966 | niet gespeeld                                     | niet gespeeld                                     | niet gespeeld                                     | niet gespeeld                                     | niet gespeeld                                     | niet gespeeld                                     |
| 1967 | VV Emmen                                          | VV Germania                                       | SV 's-Graveland                                   | De Musschen                                       | RKVV Tongelre                                     | IVO                                               |
| 1968 | VV Zwartemeer                                     | WVC                                               | De Spartaan                                       | De Musschen                                       | Zwaluw VFC                                        | SV Blerick                                        |
| 1969 | niet gespeeld                                     | niet gespeeld                                     | niet gespeeld                                     | niet gespeeld                                     | niet gespeeld                                     | niet gespeeld                                     |
| 1970 | afgebroken en voortgezet in het seizoen 1970/1971 | afgebroken en voortgezet in het seizoen 1970/1971 | afgebroken en voortgezet in het seizoen 1970/1971 | afgebroken en voortgezet in het seizoen 1970/1971 | afgebroken en voortgezet in het seizoen 1970/1971 | afgebroken en voortgezet in het seizoen 1970/1971 |
| 1971 | VV Titan                                          | SV Leones                                         | Zilvermeeuwen                                     | RVV COAL                                          | RKSV Rood-Wit                                     | SV Panningen                                      |
| 1972 | niet gespeeld                                     | niet gespeeld                                     | niet gespeeld                                     | niet gespeeld                                     | niet gespeeld                                     | niet gespeeld                                     |
| 1973 | VV Hoogeveen                                      | DVV Labor                                         | SV Hoofddorp                                      | RFC Xerxes                                        | TOP                                               | RKVV Almania                                      |
| 1974 | niet gespeeld                                     | niet gespeeld                                     | niet gespeeld                                     | niet gespeeld                                     | niet gespeeld                                     | niet gespeeld                                     |
| 1975 | afgebroken en voortgezet in het seizoen 1975/1976 | afgebroken en voortgezet in het seizoen 1975/1976 | afgebroken en voortgezet in het seizoen 1975/1976 | afgebroken en voortgezet in het seizoen 1975/1976 | afgebroken en voortgezet in het seizoen 1975/1976 | afgebroken en voortgezet in het seizoen 1975/1976 |
| 1976 | DIO Oosterwolde                                   | Concordia                                         | SRC                                               | DBGC                                              | SBC                                               | SVN                                               |
| 1977 | VV Stiens                                         | Rohda Raalte                                      | EDO                                               | RFC Xerxes                                        | RKSV Rood-Wit                                     | Venlosche Boys                                    |
| 1978 | VV Steenwijk                                      | VV Haaksbergen                                    | DWV                                               | RVV DHZ                                           | VV De Spechten                                    | VV Caesar                                         |
| 1979 | VV Nicator                                        | VV Rheden                                         | RKAV Volendam                                     | DHC                                               | VV Gemert                                         | SVN                                               |
| 1980 | VV Emmen                                          | V en K                                            | RKAV Volendam                                     | VV Nieuwenhoorn                                   | VV DESK                                           | RFC                                               |

### Zaterdag- en Zondagafdeling
| Jaar | Noord            | Oost             | West I           | West II          | Zuid I         | Zuid II           |
| ---- | ---------------- | ---------------- | ---------------- | ---------------- | -------------- | ----------------- |
| 1981 | VV Appingedam    | Be Quick Zutphen | IJsselmeervogels | VV Nieuwenhoorn  | VV Internos    | VV Caesar         |
| 1982 | ACV              | VV Rheden        | RKVV Zwaagdijk   | VV Dubbeldam     | TSC            | SV Heerlen        |
| 1983 | Drachtster Boys  | AWC              | DWS              | Feyenoord-2      | PSV-2          | Fortuna Sittard-2 |
| 1984 | VV Steenwijk     | PAX              | Ajax-2           | VV Sliedrecht    | PSV-2          | RKSV Venlo        |
| 1985 | VV Drachten      | SV Urk           | SV Spakenburg    | VV Papendrecht   | HSV Hoek       | SV Limburgia      |
| 1986 | ACV              | DETO             | AZS              | Sparta-2         | VC Vlissingen  | VV Sittard        |
| 1987 | Drachtster Boys  | VV Germania      | Ajax-2           | Rijnsburgse Boys | VV Serooskerke | SV Venray         |
| 1988 | VV Harlingen     | VV Rheden        | USV Holland      | OVV              | VC Vlissingen  | SV Panningen      |
| 1989 | Achilles 1894    | AGOVV            | ADO '20          | Quick Boys       | RKSV Halsteren | Roda JC-2         |
| 1990 | Achilles 1894    | Vitesse-2        | DWV              | Spartaan'20      | VV Geldrop     | SV Meerssen       |
| 1991 | sc Heerenveen-2  | Flevo Boys       | VV Aalsmeer      | vv Noordwijk     | OJC            | EHC               |
| 1992 | SV Oeverzwaluwen | SC Enschede      | DCG              | SC Woerden       | BVV            | SV Panningen      |
| 1993 | VV Appingedam    | VV Lunteren      | Ajax-2           | FC Lisse         | RKSV Halsteren | Fortuna Sittard-2 |
| 1994 | Be Quick 1887    | De Treffers      | USV Holland      | FC Lisse         | Achilles Veen  | RKVV Volharding   |
| 1995 | WKE              | STEVO            | SV Argon         | ADO              | RKSV Halsteren | SV Panningen      |
| 1996 | FVC              | DVC'26           | IJsselmeervogels | Sparta-2         | BVV            | RKFC Lindenheuvel |

| Jaar | Noord           | Oost         | Midden        | West I       | West II       | West III         | West IV        | Zuid I         | Zuid II      |
| ---- | --------------- | ------------ | ------------- | ------------ | ------------- | ---------------- | -------------- | -------------- | ------------ |
| 1997 | SC Genemuiden   | SV Babberich | FC Utrecht-2  | AFC '34      | Haarlem-2     | vv Katwijk       | SHO            | BVV            | EHC          |
| 1998 | VV Drachten     | AGOVV        | VV Nijenrodes | Stormvogels  | HVV Hollandia | TONEGIDO         | SC Feyenoord   | RKSV Schijndel | SV Panningen |
| 1999 | VV Appingedam   | VV Bennekom  | FC Hilversum  | Türkiyemspor | ADO '20       | VVSB             | RKSV Leonidas  | VV Gemert      | VV Eijsden   |
| 2000 | Achilles 1894   | HSC '21      | VV Nijenrodes | KBV          | HVV Hollandia | SVV Scheveningen | VV Spijkenisse | OJC Rosmalen   | SV Panningen |
| 2001 | Drachtster Boys | RKHVV        | SV Huizen     | KBV          | ADO '20       | FC Kranenburg    | Zwart-Wit '28  | VV Terneuzen   | SV Panningen |

| Jaar | Noord                                                                        | Oost                                                                         | West I                                                                       | West II                                                                      | Zuid I                                                                       | Zuid II                                                                      |
| ---- | ---------------------------------------------------------------------------- | ---------------------------------------------------------------------------- | ---------------------------------------------------------------------------- | ---------------------------------------------------------------------------- | ---------------------------------------------------------------------------- | ---------------------------------------------------------------------------- |
| 2002 | SC Joure                                                                     | VV De Bataven                                                                | FC Hilversum                                                                 | TONEGIDO                                                                     | VV Geldrop                                                                   | EVV                                                                          |
| 2003 | SC Genemuiden                                                                | VVOG                                                                         | IJsselmeervogels                                                             | TONEGIDO                                                                     | UNA                                                                          | VV Eijsden                                                                   |
| 2004 | VV Sneek                                                                     | VV Bennekom                                                                  | Sporting Maroc                                                               | Ter Leede                                                                    | DBS                                                                          | SV Meerssen                                                                  |
| 2005 | SC Genemuiden                                                                | HSC ‘21                                                                      | Ajax (amateurs)                                                              | Excelsior Maassluis                                                          | SV Triborgh                                                                  | VV Gemert                                                                    |
| 2006 | Harkemase Boys                                                               | WHC                                                                          | GVVV                                                                         | Rijnsburgse Boys                                                             | ASWH                                                                         | EVV                                                                          |
| 2007 | Harkemase Boys                                                               | VV Bennekom                                                                  | Türkiyemspor                                                                 | FC Lisse                                                                     | UNA                                                                          | SV Meerssen                                                                  |
| 2008 | VV Hoogeveen                                                                 | Achilles '29                                                                 | Ajax (amaateurs)                                                             | Rijnsburgse Boys                                                             | GVV Unitas                                                                   | VV Gemert                                                                    |
| 2009 | Harkemase Boys                                                               | Go-Ahead Kampen                                                              | DOVO                                                                         | BVV Barendrecht                                                              | LRC Leerdam                                                                  | RKSV Groene Ster                                                             |
| 2010 | Sneek Wit Zwart                                                              | HSC '21                                                                      | DOVO                                                                         | Voorschoten '97                                                              | VV Dongen                                                                    | SV Deurne                                                                    |
| 2011 | Harkemase Boys                                                               | Achilles '29                                                                 | ODIN '59                                                                     | FC Lisse                                                                     | UNA                                                                          | JVC Cuijk                                                                    |
| 2012 | SC Genemuiden                                                                | HHC Hardenberg                                                               | FC Chabab                                                                    | RKSV Leonidas                                                                | Kozakken Boys                                                                | VV Gemert                                                                    |
| 2013 | Harkemase Boys                                                               | De Treffers                                                                  | SV Argon                                                                     | vv Capelle                                                                   | HSV Hoek                                                                     | SV Deurne                                                                    |
| 2014 | ONS Sneek                                                                    | VV De Bataven                                                                | IJsselmeervogels                                                             | vv Capelle                                                                   | ASWH                                                                         | JVC Cuijk                                                                    |
| 2015 | Harkemase Boys                                                               | Excelsior '31                                                                | IJsselmeervogels                                                             | RKAVV                                                                        | HSV Hoek                                                                     | JVC Cuijk                                                                    |
| 2016 | VV Staphorst                                                                 | HHC Hardenberg                                                               | Magreb '90                                                                   | vv Noordwijk                                                                 | ASWH                                                                         | VV Chevremont                                                                |
| 2017 | VV Staphorst                                                                 | CSV Apeldoorn                                                                | VPV Purmersteijn                                                             | vv Noordwijk                                                                 | HSV Hoek                                                                     | Blauw Geel '38                                                               |
| 2018 | Flevo Boys                                                                   | DFS                                                                          | SDO                                                                          | Sportlust '46                                                                | VV GOES                                                                      | VV Gemert                                                                    |
| 2019 | Flevo Boys                                                                   | DUNO D                                                                       | SV Huizen                                                                    | FC 's-Gravenzande                                                            | VV Sliedrecht                                                                | RKSV Groene Ster                                                             |
| 2020 | geen bekerwinnaars vanwege afgebroken bekercompetities i.v.m. coronapandemie | geen bekerwinnaars vanwege afgebroken bekercompetities i.v.m. coronapandemie | geen bekerwinnaars vanwege afgebroken bekercompetities i.v.m. coronapandemie | geen bekerwinnaars vanwege afgebroken bekercompetities i.v.m. coronapandemie | geen bekerwinnaars vanwege afgebroken bekercompetities i.v.m. coronapandemie | geen bekerwinnaars vanwege afgebroken bekercompetities i.v.m. coronapandemie |
| 2021 | geen bekerwinnaars vanwege afgebroken bekercompetities i.v.m. coronapandemie | geen bekerwinnaars vanwege afgebroken bekercompetities i.v.m. coronapandemie | geen bekerwinnaars vanwege afgebroken bekercompetities i.v.m. coronapandemie | geen bekerwinnaars vanwege afgebroken bekercompetities i.v.m. coronapandemie | geen bekerwinnaars vanwege afgebroken bekercompetities i.v.m. coronapandemie | geen bekerwinnaars vanwege afgebroken bekercompetities i.v.m. coronapandemie |
| 2022 | geen bekerwinnaars vanwege afgebroken bekercompetities i.v.m. coronapandemie | geen bekerwinnaars vanwege afgebroken bekercompetities i.v.m. coronapandemie | geen bekerwinnaars vanwege afgebroken bekercompetities i.v.m. coronapandemie | geen bekerwinnaars vanwege afgebroken bekercompetities i.v.m. coronapandemie | geen bekerwinnaars vanwege afgebroken bekercompetities i.v.m. coronapandemie | geen bekerwinnaars vanwege afgebroken bekercompetities i.v.m. coronapandemie |
| 2023 | Olde Veste '54                                                               | VV Berkum                                                                    | VV Eemdijk                                                                   | SV Nieuwkoop                                                                 | RKSV Groen Wit                                                               | SV Meerssen                                                                  |
| 2024 | Olde Veste '54                                                               | Quick '20                                                                    | VV Kolping Boys                                                              | SV Poortugaal                                                                | Achilles Veen                                                                | UDI'19                                                                       |
| 2025 | Velocitas 1897                                                               | AWC                                                                          | SV Kampong                                                                   | SV Poortugaal                                                                | VV Dongen                                                                    | RKSV Groene Ster                                                             |

### Categorie 2
Van seizoen 2005/06 tot en met 2016/17 was er in district West II een aparte categorie 2 waar standaardelftallen uitkomend in de Vierde en Vijfde klasse en vanaf 2014/15 ook de Derde klasse voor konden inschrijven.
| Jaar | West II categorie 2 |
| ---- | ------------------- |
| 2006 | DWO                 |
| 2007 | Soccer Boys         |
| 2008 | LV Roodenburg       |
| 2009 | ONA                 |
| 2010 | VDL-Maassluis       |
| 2011 | Meerburg            |
| 2012 | Stompwijk '92       |
| 2013 | RCSV Zestienhoven   |
| 2014 | VV KSD-Marine       |
| 2015 | KMD                 |
| 2016 | VV Nieuwenhoorn     |
| 2017 | SVV                 |

## Andere categorieën
Naast de districtsbekers voor standaardelftallen mannen zijn er nog districtsbekers voor onder andere reserve-elftallen mannen categorie A, reserve-elftallen mannen categorie B in diverse ondercategorieën, vrouwen Tweede en Derde klasse, vrouwen Vierde klasse en lager, G-voetbal en jeugd JO13 t/m JO19.
1980/81 · 1981/82 · 1982/83 · 1983/84 · 1984/85 · 1985/86 · 1986/87 · 1987/88 · 1988/89 · 1989/90 · 1990/91 · 1991/92 · 1992/93 · 1993/94 · 1994/95 · 1995/96 · 1996/97 · 1997/98 · 1998/99 · 1999/00 · 2000/01 · 2001/02 · 2002/03 · 2003/04 · 2004/05 · 2005/06 · 2006/07 · 2007/08 · 2008/09 · 2009/10 · 2010/11 · 2011/12 · 2012/13 · 2013/14 · 2014/15 · 2015/16 · 2016/17 · 2017/18 · 2018/19 · 2019/20 · 2020/21 · 2021/22 · 2022/23 · 2023/24 · 2024/25 · 2025/26
Bekers:
KNVB beker (amateurs) · Super Cup (amateurs) · Districtsbekers
Niveaus:
Tweede divisie · Derde divisie · Vierde divisie · 1e klasse · 2e klasse · 3e klasse · 4e klasse · 5e klasse · 6e klasse · 7e klasse · 8e klasse